# 國家最高限速

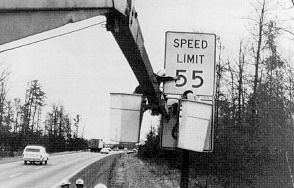
為响应国家最高限速的政策，美國一公路正在竖立55英里/小时（89公里/小时）的限速标志

国家最高限速（英語：National Maximum Speed Law, NMSL）是美國聯邦政府於1974年制定的紧急公路节能法（1974 Emergency Highway Energy Conservation Act）中的一项规定，該規定將美國的車輛最高速度限制在每小时89公里。美國聯邦政府這樣做的目的是为了应对第一次石油危机期间的油价飙升和汽油供应緊張，不過美國全國范围内許多駕駛員並沒有遵守该規定，一些州甚至反对该規定。1987年和1988年，美國聯邦政府对NMSL进行修改，允许在某些农村道路上的最大車速限制提升至每小時105公里。1995年，美國國會废除了NMSL，並将車速限制的制定权交由美國各州自主決定。
歷史上車速限制的制定權掌握在各州手上。在NMSL之前，唯一的例外是在第二次世界大战期间，当时美国国防运输办公室出於戰爭需要，规定美國全国最高車速限制設定在每小时56英里，以节省汽油和橡胶的消耗。全國臨時性最高車速限制从1942年5月一直持续到1945年8月14日二戰结束。